# الإجهاض في إسبانيا

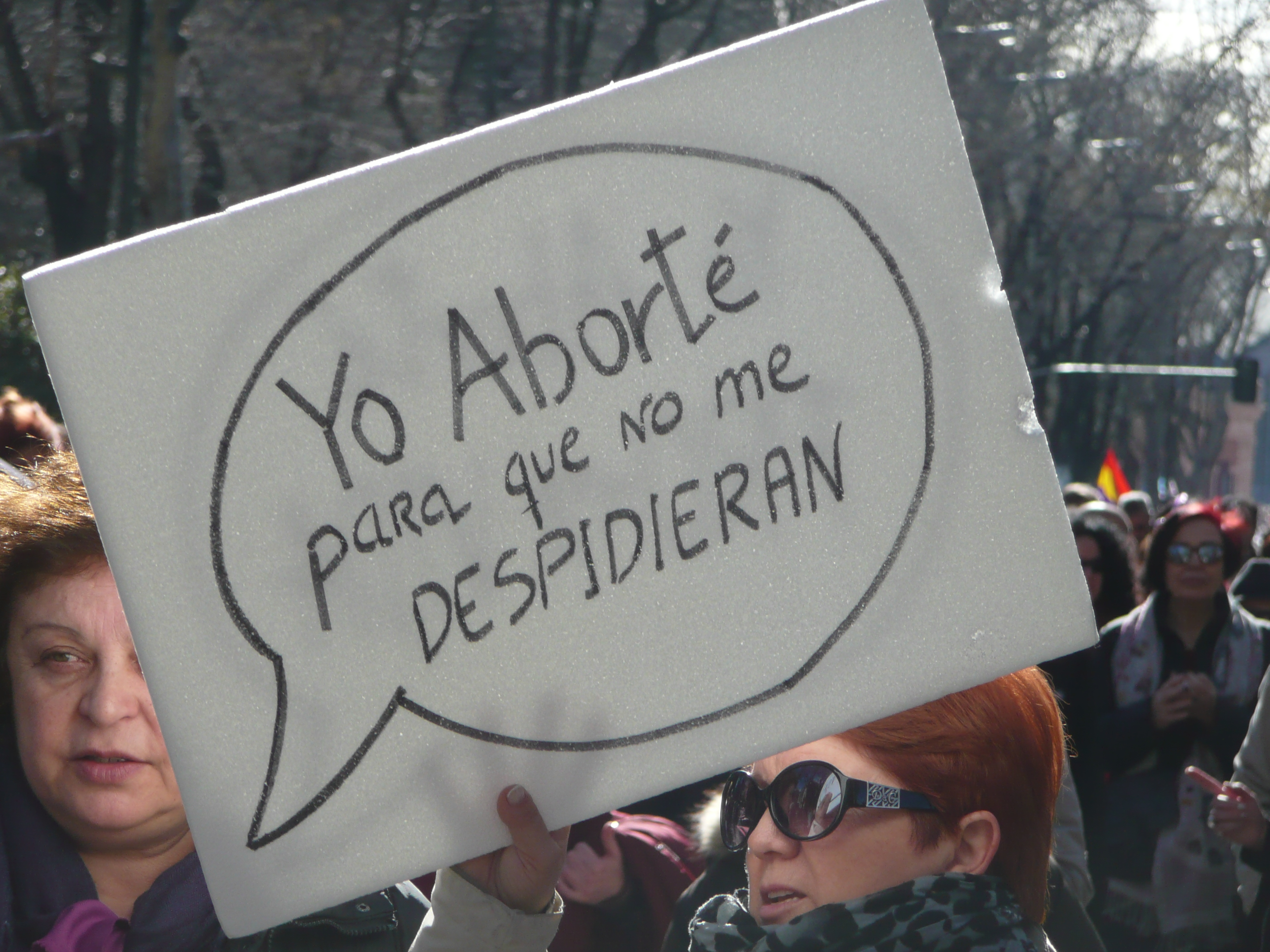
لافتة مكتوب عليها، موضوعة في فقاعة الكلام.

يُعد الإجهاض في إسبانيا قانونيًا مع وجود بعض الضوابط، فالإجهاض خلال الأشهر الثلاثة الأولى يكون قانونيًا عند الطلب. على أي حال، لا يكون الإجهاض خلال الثلث الثاني من الحمل قانونيًا إلا في حال وجود خطر على صحة الأم أو وجود عيوب جنينية.
لا يوجد تاريخ محدد لتشريع الإجهاض في إسبانيا، إذ خُفّفت القيود خلال ثلاثينيات القرن الماضي عن قانون الإجهاض في المنطقة التي يسيطر عليها الجمهوريون، لكن ذلك لم يدم طويلًا، إذ حظر نظام فرانكو، بدعم من الكنيسة الكاثوليكية، الإجهاض مرةً أخرى. باتت القوانين أقل صرامة في عام 1985، وحُرّرَت بشكل أكبر في عام 2010. ما يزال الإجهاض بمثابة قضية سياسية مثيرة للجدل في إسبانيا، وتظهر محاولات بشكل منتظم لفرض قيود في ما يتعلق بالإجهاض لكنها فشلت في الحصول على الزخم الكافي. انخفضت معدلات الإجهاض في السنوات الأخيرة مع تسهيل الوصول إلى وسائل منع الحمل في حالات الطوارئ بشكل أفضل.

## نظرة عامة
يُنظّم الإنهاء الطوعي للحمل أو الإجهاض المُحرّض في إسبانيا بموجب الباب الثاني من القانون الرئيسي 2/2010 للصحة الجنسية والإنجابية والإجهاض. يُشرّع هذا القانون ممارسة الإجهاض خلال أول 14 أسبوع من الحمل. دخل القانون حيز التنفيذ في 5 يوليو 2010. يُجرّم القانون السابق -القانون الرئيسي 9/1985- الإجهاض في عدة حالات. رفع حزب الشعب المحافظ في يونيو 2010 دعوى ضد العديد من أحكام القانون إلى المحكمة الدستورية، والتي لم تُصدر حُكمها بعد. تضمّن البرنامج الانتخابي لحزب الشعب في الانتخابات العامة التي جرت في 20 نوفمبر 2011 تعديل قانون الإجهاض.
كان الإجهاض المُحرَّض في إسبانيا ممارسة محظورة تمامًا، وغير شرعية، ويعاقَب عليها باستثناء فترة الجمهورية الثانية ومنذ اعتماد قانوني 9/1985 و2/2010 اللذين ألغيا الإجهاض بدرجات متفاوتة. وفقًا لكتّاب من أمثال إيبانيز وغارسيا فيلاسكو، لم يمنع حظر الإجهاض وتجريمه حدوث نحو 100 ألف عملية إجهاض في السنة. من هذا المنظور، لن تحل العقوبة هذه المشكلة، إذ ساهم الاختباء من العقاب بشكل كبير في وفاة النساء اللائي مارسن الإجهاض في ظروف غير شرعية مشبوهة من النواحي القانونية والصحية. في عام 1976، ووفقًا للمحكمة العليا، توفي ما بين 200 و400 امرأة بسبب الإجهاض غير الشرعي. علاوةً على ذلك، يجادل أنصار الإجهاض المُحرّض قانونيًا بأن مشكلة الاختباء من العقاب تؤثر بشكل رئيسي على النساء الفقيرات ذوات الموارد الاقتصادية الضعيفة، بينما تلجأ النساء اللائي يملكن المكانة الاجتماعية الأفضل إلى النشاط المعروف باسم «سياحة الإجهاض»، ما يعني سفرهن إلى بلدان أخرى للقيام بالإجهاض.
مقابل الآراء المطروحة على أنها مناهضة للإجهاض، تشمل الحجج المؤيدة لحظر الإجهاض كونه ممارسة إجرامية وقاتلة. على أيّ حال، يُسخّر كل من مؤيدي تشريع الإجهاض، ومنتقديه، الجزء الأكبر من حججهم دفاعًا عن الحياة، حياة الأم أولًا، ثم حياة الطفل الذي لم يُولَد بعد. في كلتا الحالتين، أيّد جميع الإسبان تقريبًا ممن أجريت مقابلات معهم، زيادة الوعي الاجتماعي حول الإجهاض وضرورة قيام الحكومة بتنظيم تدخلها في هذا الموضوع.

## الجمهورية الإسبانية الثانية
في 25 ديسمبر 1936، وفي كاتالونيا تحديدًا، شُرّعَت حرية الإجهاض خلال الأسابيع الإثني عشر الأولى من الحمل بموجب مرسوم وقّعه جوزيب تاراديلاس، وعُمِّم في 9 يناير 1937 (الجريدة الرسمية لعموم كاتالونيا، رقم 9).
شرّعت وزيرة الصحة فيدريكا مونتسيني، وهي لاسلطوية كاتالونية في حكومة حزب العمال الاشتراكي الإسباني برئاسة فرانسيسكو لارجو كاباييرو، الإجهاض في عام 1937 في المنطقة الموالية للجمهورية خلال الحرب الأهلية الإسبانية، ولكن لم يستمر تأثير هذا التشريع طويلًا، بسبب إلغائه من قبل فرانكو.

## القانون الرئيسي 9/1985
شرّع القانون الرئيسي 9/1985، الذي تم تبنيه في 5 يوليو 1985، الإجهاض المُحرَّض في ثلاث حالات: الخطر الكبير على الصحة الجسدية أو العقلية للمرأة الحامل (على أنها حالة علاجية)، والاغتصاب (على أنها حالة إجرامية)، والتشوهات أو العيوب، الجسدية أو العقلية، في الجنين (بهدف تحسين النسل).
وفقًا لهذا القانون، يمكن للأم إنهاء الحمل في المراكز الصحية العامة أو الخاصة في الأسابيع الإثني عشر الأولى لأسباب إجرامية، وفي أول 22 أسبوعًا في حالات تحسين النسل، وفي أي وقت أثناء الحمل لأسباب علاجية. في الحالتين الثانية والثالثة، يلزم تقديم تقرير طبي لإثبات الامتثال للشروط المنصوص عليها في القانون، وفي حالات الاغتصاب، كان من الضروري أخذ تقرير الشرطة المرتبط بالقضية بعين الاعتبار. لا يُعاقَب على الإجهاض في هذه الحالات الثلاث، في حال إجرائه من قبل طبيب أو تحت إشرافه، داخل مؤسسة طبية معتمدة لإجراء عمليات الإجهاض، سواء كانت عامة أو خاصة، بموافقة صريحة من المرأة. وفي حالات أخرى، ينص قانون العقوبات على أحكام مختلفة بالسجن لكل من الأم والأطباء الذين أجروا عمليات الإجهاض خارج نطاق القانون.

## القانون الرئيسي 2/2010
صدر القانون الرئيسي 2/2010 بشأن الصحة الجنسية والإنجابية والإجهاض في 3 مارس 2010. يهدف هذا القانون إلى ضمان الحقوق الأساسية في مجال الصحة الجنسية والإنجابية التي أقرتها منظمة الصحة العالمية، التي تنظم شروط الإجهاض وتحدد الالتزامات المقابلة للسلطات العامة. دخل القانون حيز التنفيذ في 5 يوليو 2010.
ذُكر بشكل دقيق في الباب الثاني، المادتين 13 و14، إلغاء تجريم ممارسة الإجهاض خلال الأسابيع الأربع عشر الأولى من الحمل. خلال هذا الوقت، يمكن للمرأة اتخاذ قرارها بشكل حرّ ومدروس حول رغبتها في إنهاء حملها بدون أي تدخل من طرف ثالث في هذا القرار.
توضح المادة 15 زيادة المدة التي يُسمح خلالها بالإجهاض إلى 22 أسبوعًا في حالات «المخاطر الكبيرة على حياة أو صحة الأم أو الجنين». يمكن إنهاء الحمل بدءًا من الأسبوع الثاني والعشرين بناءً على افتراضين: «اكتشاف شذوذات في الجنين تتعارض مع الحياة»، أو «اكتشاف مرض خطير للغاية وغير قابل للشفاء داخل الجنين في وقت التشخيص تؤكده لجنة سريرية».